# Startup studio
En startup studio, även kallad venture builder, är ett företag som ämnar starta flera företag parallellt och enligt en återupprepande modell. Processen baseras på återanvändbar infrastruktur i form av resurser och ett team med lämpliga erfarenheter och färdigheter. 

## Modell
Startup studio-modellen definieras av tre viktiga kriterier:
- En startup studio har ett fokus i verksamheten på att starta och driva startups. Till skillnad från inkubatorer eller riskkapitalbolag så är huvudsyftet för en startup studio att bygga ett startup från botten upp. Detta innebär ett djupare engagemang där dedikerade resurser är operativa i projektet under de mest kritiska faserna av företagets uppstart.

- En startup studio bygger flera startups med hjälp av en process som kan upprepas. Ett fokus hos en startup studio är en snabb och effektiv process kring hur nya produkter skapas och testas. Studion arbetar med flera startups samtidigt istället för ett projekt i taget.

- En startup studio bygger infrastruktur som möjliggör en effektiv företagsbyggandeprocess. Startup studion baserar sin plattform på sin resurspool, tekniska verktyg, processer och mångsidiga team. Som ett resultat av att man startat och byggt flera bolag under en relativt kort tidsperiod kan personerna, processerna och verktygen som används optimeras och återanvändas och således i många fall leda till tids- och resursbesparingar och samtidigt en slutprodukt av högre kvalitet.